# Roland Huber (Mathematiker)
Roland Huber ist ein deutscher Mathematiker, der sich mit algebraischer und arithmetischer Geometrie befasst.

## Wissenschaftliche Tätigkeit
1985 wurde er an der Universität Regensburg bei Manfred Knebusch promoviert (Isoalgebraische Räume). Er war Professor an der Bergischen Universität Wuppertal und ist seit April 2022 im Ruhestand. Huber befasst sich mit {\displaystyle p}-adischer analytischer Geometrie, mit Anwendungen in der Zahlentheorie und étalen Kohomologie. Nach ihm sind Huber-Räume (Adische Räume) und Huber-Paare benannt, die er um 1993 einführte (damals war er in Regensburg) und die eine Rolle in der Entwicklung der perfektoiden Räume von Peter Scholze spielen (diese sind Beispiele von Huber-Räumen).

## Schriften
- Semialgebraischer Beweis der topologischen Form des Hauptsatzes von Zariski, Manuscripta Mathematica, Band 61, 1988, S. 49–62, SUB Göttingen
- Etale cohomologie of henselian rings and cohomology of abstract Riemann surfaces of fields, Mathematische Annalen, Band 295, 1993, S. 703–708, SUB Göttingen
- Bewertungsspektrum und rigide Geometrie, Regensburger Mathematische Schriften 23, 1993
- Continuous valuations, Mathematische Zeitschrift, Band 212, 1993, S. 455–477, SUB Göttingen
- A generalization of formal schemes and rigid analytic varieties, Mathematische Zeitschrift, Band 217, 1994, S. 513–551, SUB Göttingen
- Étale cohomology of rigid analytic varieties and adic spaces, Aspects of Mathematics, Vieweg 1996
- A finiteness result for the compactly supported cohomology of rigid analytic varieties,  J. Alg. Geom., Band 7, 1998, S. 313–357, und Teil 2, pdf